# Agbotchébou
Le Agbotchébou autre fois exécuté dans le couvents de la divinité Sakpata est à la fois un rythme et une danse traditionnelle festive du plateau d'Abomey au fil des années du sud Bénin est devenu populaire.

## Origine
L’Agbotchébou est un rythme rituel étroitement lié à la divinité Sakpata, considérée dans le panthéon vodoun comme le maître de la terre et le gardien des maladies éruptives telles que la variole et le rouget. Agbotchébou est un mot d’origine fongbé, la langue la plus parlée dans le sud du Bénin. Littéralement, Agbotchébou signifie en français : « Mon bélier est perdu ». Ce mot est composé de trois éléments dont Agbo : signifie « bélier », Tché : signifie « mon »
Bou : signifie « perdu ». Ainsi, Agbotchébou peut être traduit mot à mot par « Agbo-tché-bou », soit « Mon bélier est perdu».

## Note et références
1. ↑  « Vodoun Sakpata: Le dieu de la terre et de la bienfaisance au Bénin », sur La Nouvelle Tribune, 20 janvier 2025 (consulté le 22 juillet 2025)
2. ↑  La Rédaction, « Zoom sur l’artiste « Gbèdossou » de Tindji : Une étoile montante du rythme « Agbotchébou » », sur LE MATINAL, 11 janvier 2023 (consulté le 22 juillet 2025)